# 安东尼奥·奈格里
安东尼奥·奈格里（義大利語：Antonio Negri；1933年8月1日—2023年12月16日）是一位意大利马克思主义社会学家和政治哲学家，他以著作《帝国》和对斯宾诺莎的研究而出名。

## 生平
1933年8月1日出生于意大利帕多瓦 ，他在家乡的大学成为了一名政治哲学教授。奈格里于1969年创办了工人力量组织（Potere Operaio）而且成为著名的“自治行动”（Autonomia Operaia）的领军人物。作为最受欢迎的工人主义和自治主义理论家之一，他出版了极有影响力的书籍，力倡“革命意识”。
他在20世纪70年代末被指控多项罪名，包括成为左翼游击队组织红色旅的策划者，参与了1978年5月绑架意大利两届总理阿尔多·莫罗和基督教民主党领袖以及其他人。 他被误认为是代表无线电通信局进行了一次威胁电话，但是法院无法最终证明此事。奈格里与左翼极端主义共谋的问题是一个有争议的话题。 他被指控犯有多项罪名，包括“反政府叛乱”（后来被撤销的指控），并因参与两起谋杀案而被判刑。
奈格里逃到法国，在那里，受密特朗法案（the Mitterrand doctrine）的保护，他与雅克·德里达、米歇尔·福柯和吉尔·德勒兹一起在巴黎第八大学和国际哲学学院（Collège international de philosophie）任教。1997年，在辩诉之后，他把服刑时间从30年缩短到13年，回到意大利服刑。他的许多有影响力的著作都是在他入狱的时候出版的。他和妻子现在居住在威尼斯和巴黎，他的妻子是法国哲学家朱狄特·勒韦尔（Judith Revel）。
2023年12月16日，奈格里在巴黎逝世，享年90岁。

## 主要著作
奈格里与迈克尔·哈特合作:
- 《狄俄尼索斯的劳动:对国家形式的批判》（Labor of Dionysus: A Critique of the State-Form,1994）
- 《帝国》（Empire, 2000）
- 《诸众》（Multitude: War and Democracy in the Age of Empire，2004）
- 《大同世界》 （Commonwealth, 2011）

## 相关阅读
https://www.thepaper.cn/newsDetail_forward_1283433 （页面存档备份，存于）